# Rave

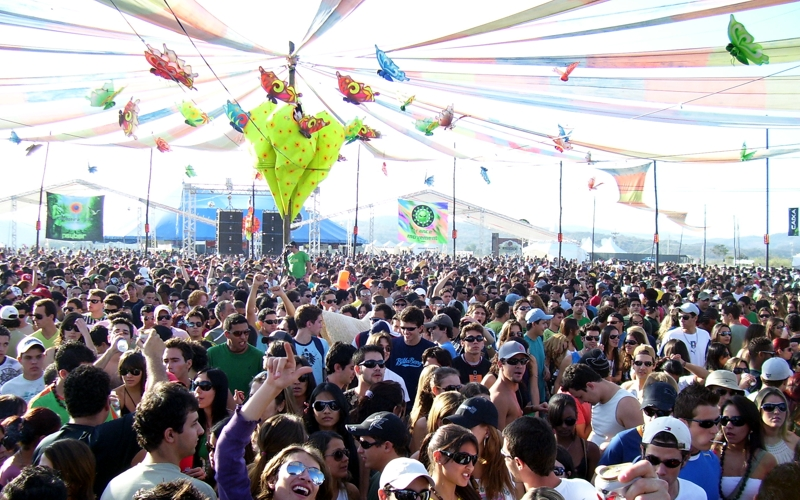
Rave em Belo Horizonte

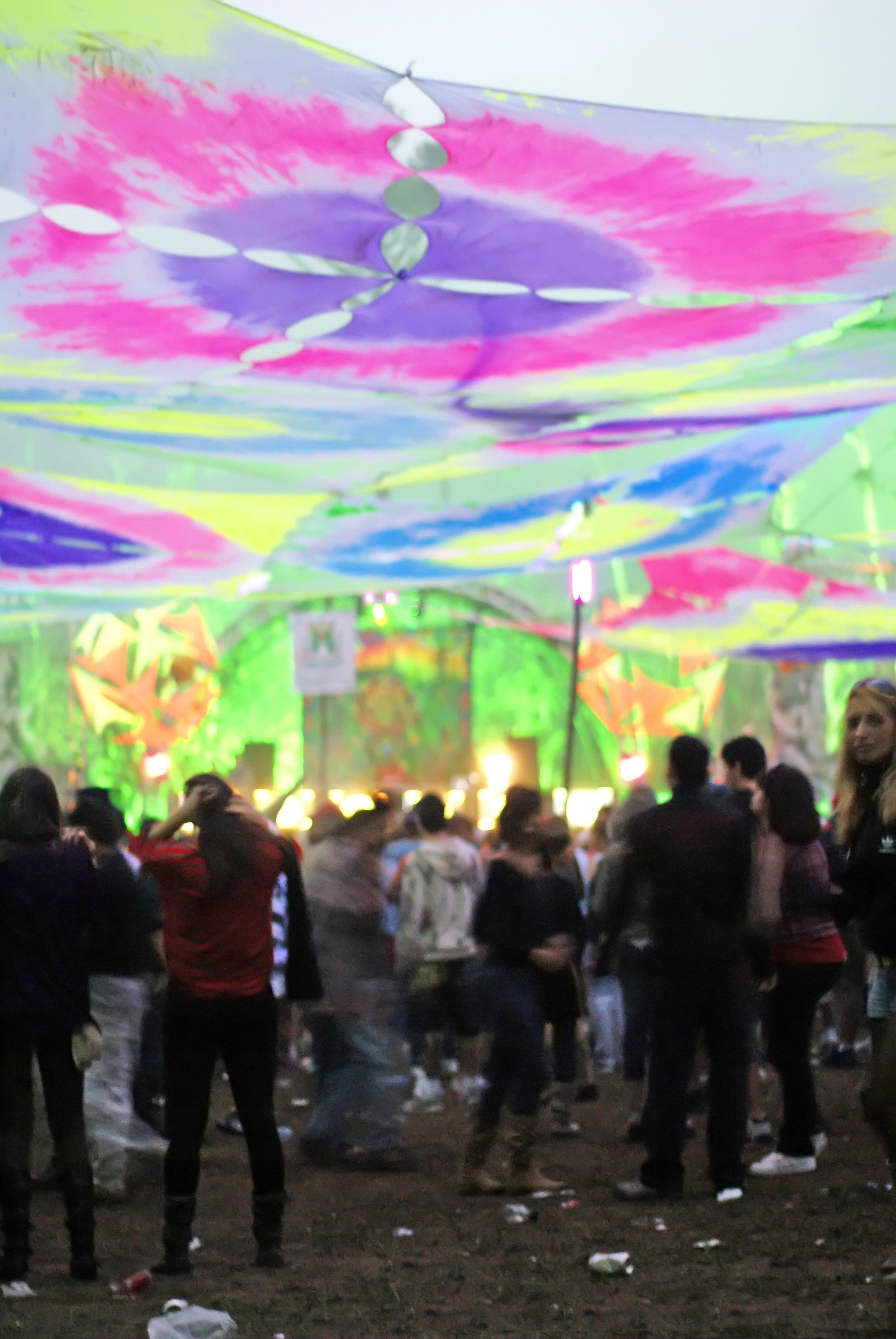
Rave em Juiz de Fora

Rave é um evento festivo dançante de longa duração (normalmente acima de 12 horas) dominada por música eletrônica, que ocorre longe dos centros urbanos (sítios ou galpões), onde DJs e artistas plásticos, visuais e performáticos apresentam-se, interagindo com o público. O termo "rave" foi originalmente usado por caribenhos residentes na cidade inglesa de Londres em 1960 para denominar sua festa local. Existe uma outra vertente que considera R.A.V.E como um acrônimo de Rock And Voice Eletronic. 
Em meados da década de 1980, o termo começou a ser usado para descrever uma subcultura que cresceu do movimento "acid house" de Chicago e evoluiu no Reino Unido. Hoje em dia existe outra denominação que caracteriza um tipo de rave de pequeno porte, conhecida como PVT sigla de "private" (em português "festa privada"), na qual a maioria das pessoas que comparecem são convidados e convidados dos convidados, sendo realizados também em sítios, chácaras ou outros lugares ao ar livre.
Sub-Estilos da música eletrônica comumente tocados em Raves: House, Electro, Techno, Minimal, Psy Trance, Drum 'n' Bass, dark
Há também as festas denominadas Indoor, que designam um significado para as raves que acontecem em lugares fechados, o oposto das Open Air que do termo em inglês significa ao ar livre. As musicas executadas pelos DJ's das festas indoors, preferencialmente, são as vertentes do house (o tech house, progressive house, deep house e o electro house), segmentando também às vertentes do Trance (psy trance, progressive trance, full on morning, full on groove, e outras), para as festas Open Air (ao ar livre).
No Brasil, o estado onde mais acontece raves é em Minas Gerais . Atualmente, no Brasil, festas que não possuem características de "rave" são assim denominadas de forma equivocada, aumentando o preconceito. Trata-se de grandes festivais profissionalmente organizados por grandes produtoras de eventos que trazem atrações e artistas internacionais de peso. Embora exista grande preconceito e desconhecimento por grande parte da população, festas assim possuem um público fiel e constantemente frequentador, exigindo sempre mais respeito ao cenário eletrônico, demonstrando à sociedade que as raves são eventos e manifestações artístico-culturais como qualquer outro.